# ピーター・マンスフィールド
ピーター・マンスフィールド（Sir Peter Mansfield、1933年10月9日 - 2017年2月8日）は、イギリスの物理学者、王立協会フェロー。核磁気共鳴画像化法に関する発見により、2003年のノーベル生理学・医学賞をポール・ラウターバーと共に受賞した。
ロンドン生まれ。1959年にロンドン大学のクイーン・メアリー校を卒業し、理学士号を取得。1962年に博士号を取得した。1964年以降、彼はノッティンガム大学の物理学部で働いている。2017年2月8日、死去。死因は不明。